# Röntgenapparatuur voor diagnostiek

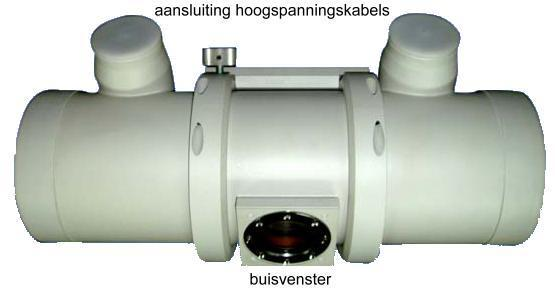
omhulling röntgenbuis

Bij röntgenologisch onderzoek wordt röntgenapparatuur gebruikt bij het stellen van een diagnose. Deze vorm van diagnostiek valt onder het beeldvormend medisch onderzoek. Het onderzoek wordt gedaan met röntgenstraling die wordt opgewekt in een speciale buis, doorgaans van het diode-type, dus met een anode en een kathode. Deze buis is ondergebracht in een omhulling, die bestaat uit een metalen buitenmantel, een inwendige omhulling van lood om straling te absorberen die niet voor de beeldvorming kan worden gebruikt en een ruimte gevuld met olie.
De enorme hitte die ontstaat tijdens de opname kan alleen door straling worden afgevoerd, omdat het inwendige van de buisomhulling geheel luchtdicht is afgesloten, dus niet door water of andere middelen kan worden gekoeld. Er is in het oliebad altijd een schakelaar opgenomen, die de stroomvoorziening onderbreekt zodra het risico er is dat door het uitzetten van de olie als gevolg van de warmte de buis schade oploopt.
De hoogspanning die nodig is voor de versnelling van elektronen in de buis wordt door een transformator geleverd. De wisselspanning die wordt gegenereerd is niet direct geschikt voor toepassing: er dient een vaste polariteit in de buis te bestaan, de elektronen kunnen uitsluitend door de anode worden aangetrokken als deze positief geladen is. Tussen transformator en buis bevindt zich daarom een gelijkrichter, of een stelsel van gelijkrichters. Dikwijls worden de gelijkrichters in een oliebad geplaatst en ondergebracht in de behuizing van de transformator. De instelling van de gewenste hoogspanning wordt gedaan op het bedieningspaneel, de lessenaar.
Er zijn veel verschillende configuraties, maar altijd bestaand uit de volgende componenten:
- lessenaar,
- hoogspanningstrafo,
- gelijkrichter,
- buis met omhulling en richt- en diafragmeerinrichting, een collimator

## Lessenaar

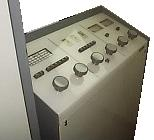
lessenaar Philips Medio 50

Op het bedieningspaneel, bij grote toestellen de lessenaar, vindt men de knoppen en toetsen waarmee men voor ieder onderzoek de benodigde waarden kan instellen.
- kV, kilovolt - De buisspanning bepaalt het doordringend vermogen van de straling, 'de stralenkwaliteit': hoe hoger de kV-waarde des te groter het doordringend vermogen
- mA, milliampère - De buisstroom bepaalt de hoeveelheid straling die wordt gegenereerd, de stralenkwantiteit.
- sec, seconde - Feitelijke belichtingstijd

De instelling voor een specifieke röntgenopname wordt door het type röntgenbuis bepaald, de gebruikte soort versterkingsschermen en film of fosforplaat. De exposiewaarde wordt aangeduid met het mAs-getal, het product van buisstroom en opnametijd. Een opname die wordt gemaakt met 70 kV en 20 mAs bij een buisstroom van 100 mA levert dus een exposietijd van 0,2 s (100 × 0,2). Een identieke foto kan men met hetzelfde toestel maken bij een buisstroom van 500 mA en 0,04 s. De kans op een onscherp beeld door bewegen van de patiënt zal bij 0,04 s aanzienlijk kleiner zijn dan bij 0,2 s Dit is de voornaamste reden waarom stationaire toestellen zulke hoge buisstromen genereren: minder onscherpte en minimale stralingsbelasting van de patiënt omdat foto's minder hoeven te worden overgemaakt.